# BMW 2000
La BMW 2000 est une automobile produite par BMW de 1966 à 1972. Il s'agit du quatrième modèle de la gamme BMW Neue Klasse. 

## Historique
Après une longue période très délicate durant laquelle la firme bavaroise échappa à plusieurs reprises à la faillite, BMW, dont la mauvaise réputation concernant la fiabilité de ses modèles devenait un sérieux handicap, décida de changer radicalement de stratégie à partir de 1961.
Pour bien montrer cette volonté de rompre avec ses méandres passés, il lance la "Neue Klasse", la nouvelle classe, un projet qui consiste à conquérir un nouveau segment du marché laissé découvert par les constructeurs allemands au profit des étrangers, Alfa Romeo notamment, les berlines sportives de moyenne cylindrée, à la forte personnalité.
Le premier modèle de cette nouvelle génération sera la 1500 qui permettra à la société de sortir du profond marasme dans lequel elle se trouvait. Elle pourra ainsi éponger ses énormes dettes et commencer à envisager un avenir plus serein.
Son retour dans le cercle très réduit des constructeurs automobiles disposant d'un moteur 6 cylindres, qui l'avait fait remarquer durant les années fastes d'avant guerre, restait la volonté des ingénieurs mais il ne fallait pas brûler les étapes et la reconquête de la clientèle passa par des moteurs traditionnels 4 cylindres comme le 1.800 puis le 2 litres. 
C'est contre toute attente que le constructeur présente à la fin du mois de juin 1965 un coupé muni d'un nouveau moteur 4 cylindres de 1,990 cm3 de cylindrée.
Ce coupé 2000 fut produit par BMW entre 1965 et 1969, comportait deux versions : 
- la version C équipé d'un moteur dont la puissance était de 100 Ch,
- la version CS équipé du même moteur mais avec deux carburateurs et une puissance portée à 120 Ch.

Pendant quatre ans, ce fut le modèle haut de gamme, voire de prestige du constructeur allemand, construit dans le cadre de la « nouvelle classe ». Sa carrosserie était l'œuvre des stylistes maison avec le concours du carrossier Karmann d'Osnabruck qui la fabriquera. Pour cela, il a repris le projet réalisé par le maître italien Bertone qui était l'auteur du précédent coupé BMW 3200 CS à moteur V8.
Le modèle « 4 phares » était réservé au marché anglais. Les modèles badgés « C » étaient disponibles en transmission manuelle. Les modèles badgés « CA » étaient disponibles en transmission automatique et les modèles badgés « CS » étaient uniquement disponible en transmission manuelle.
Le freinage est assuré par des disques à l'avant et des tambours à l'arrière (avec servo-assistance).
Seul point négatif de ce modèle, la direction lourde et peu assistée.
Ce modèle relativement fiable (comparé au reste de l'ancienne gamme BMW), rapide à défaut d'être sportif,avait un comportement assez homogène. Il sera éclipsé par ses successeurs 2800 et 3.0 CS (E 9).
Le code interne de ce modèle est E 120.

## Sports mécaniques
En 1966, Hubert Hahne et Jacky Ickx remportent avec les 24 Heures de Spa. La même année Hahne gagne l'ETCC Zandvoort, puis en 1968 Chico Landi et Jan Balder obtiennent les 500 kilomètres de Porto Alegre.
En 1972, la 2000 est remplacée par la BMW Série 5 et la 2000 C / CS par la BMW E9.

## Coupé
Les BMW 2000 C/CS sont une gamme de coupés dérivés de la 2000 originelle et produite par BMW de 1965 à 1969. Elle remplace la BMW 3200 CS avant d'être suivie en 1968 par la BMW E9. 

## Galerie

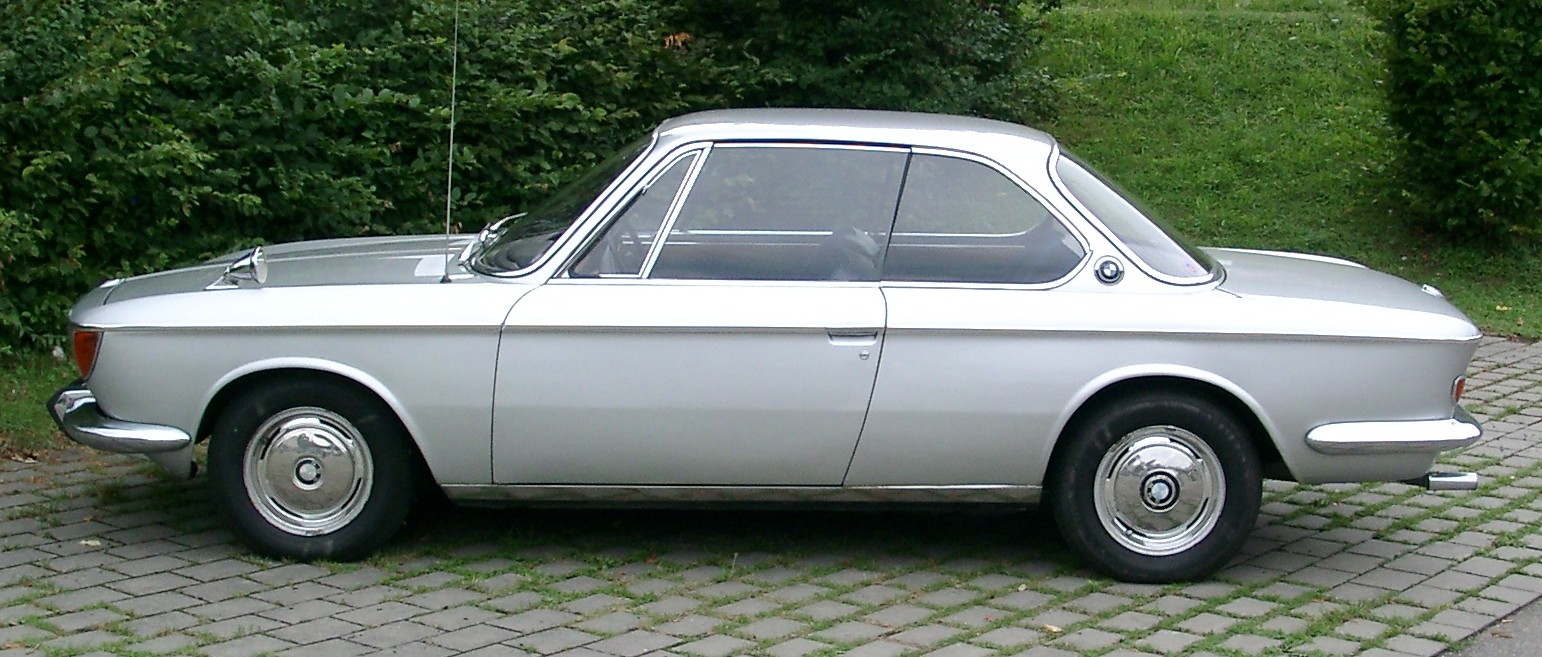
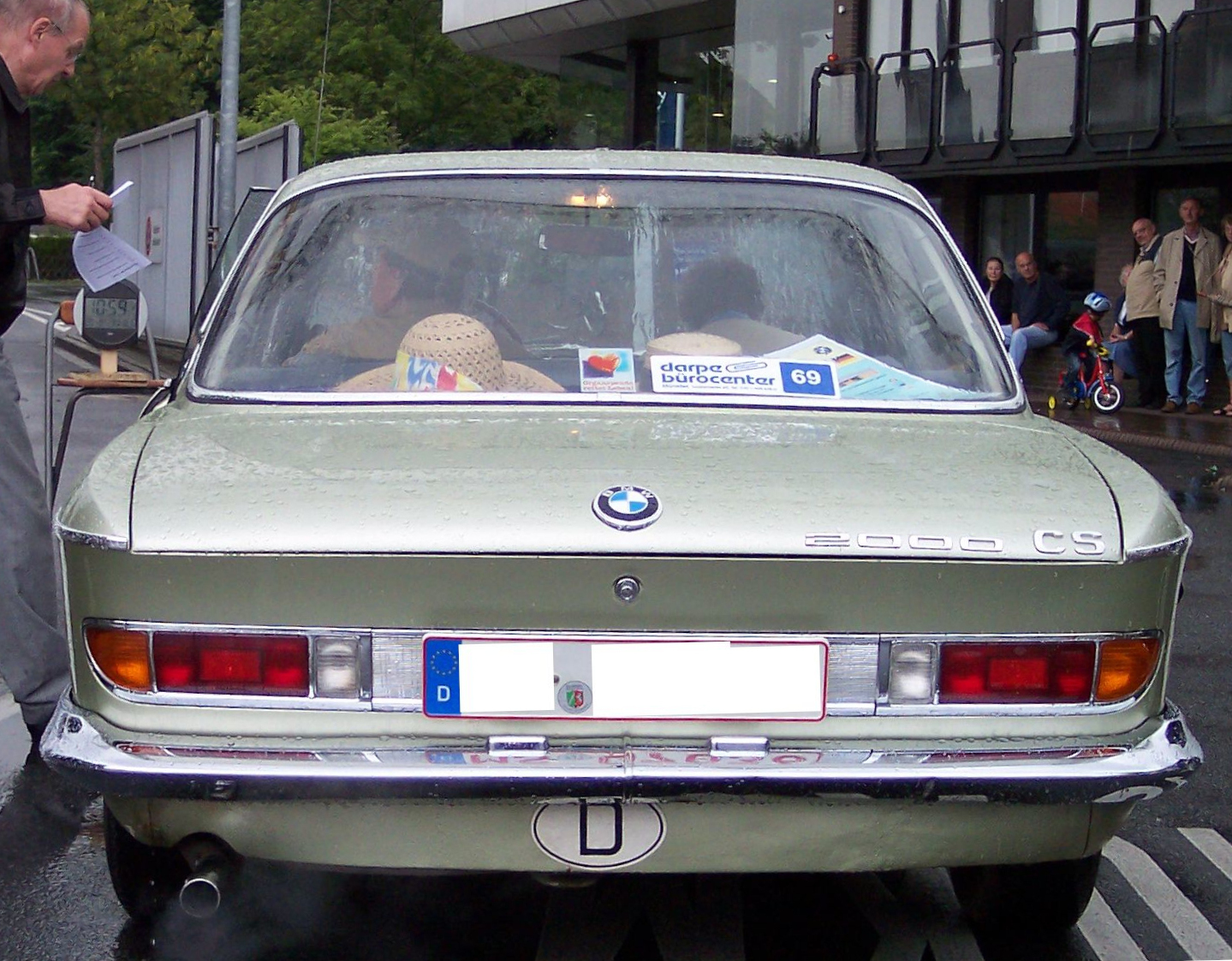